# Italienska palatset

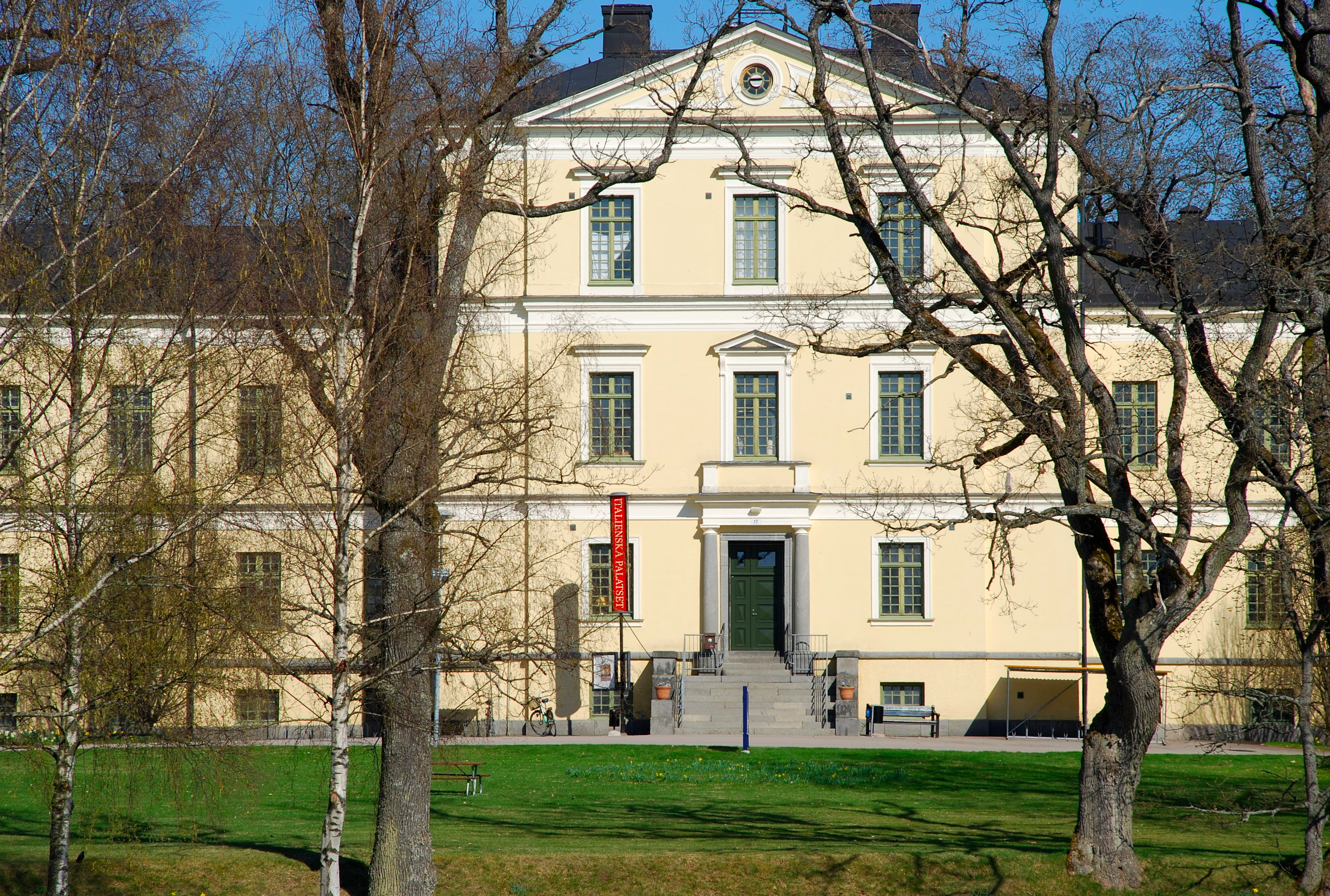
Italienska palatset 2011, detalj.

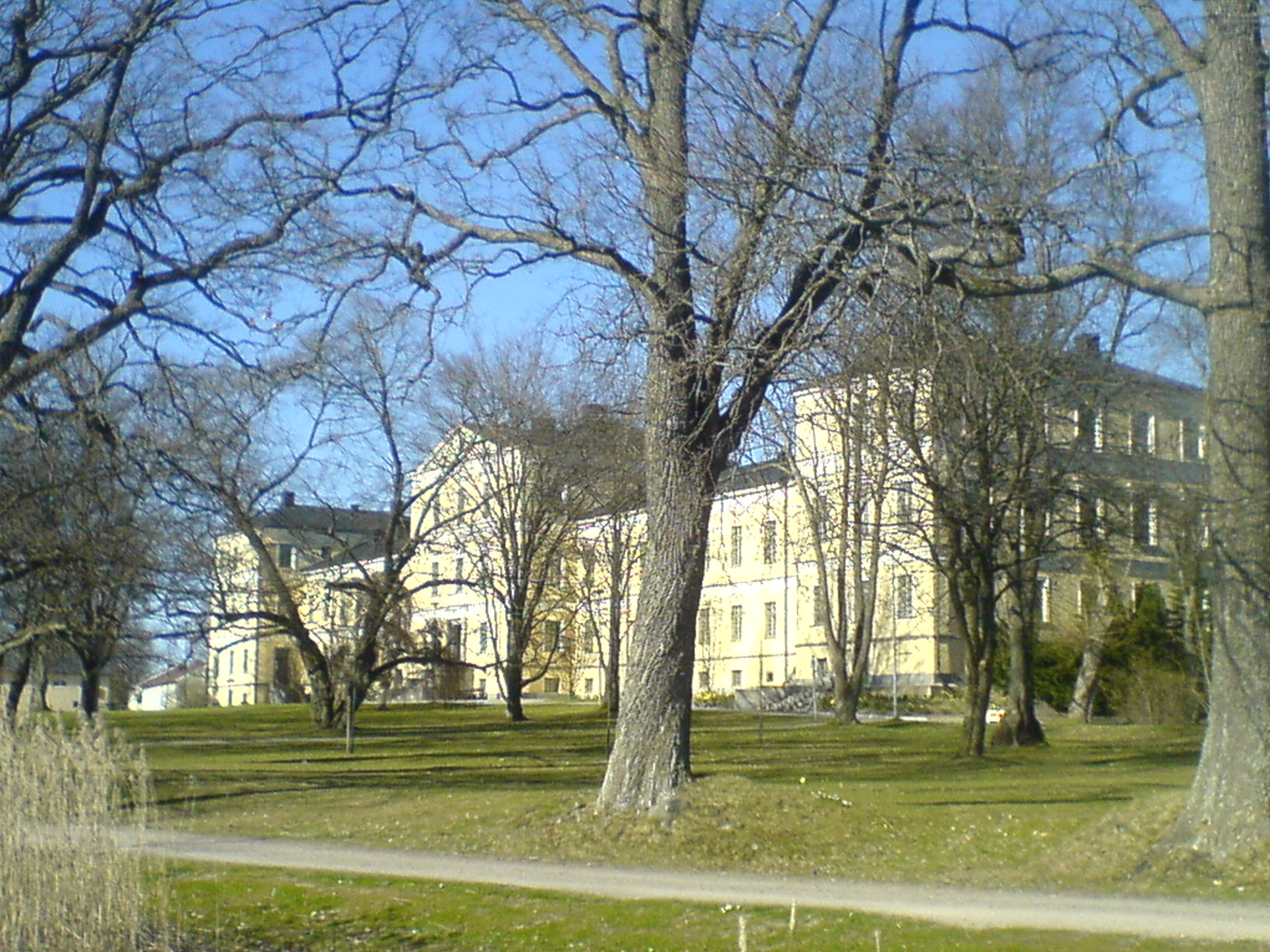
Italienska palatset 2008.

Italienska palatset är ett konstgalleri och en ateljéförening i Växjö, bildad 1995 och sedan dess inhyst i det byggnadsminnesförklarade Stora huset, som tidigare tillhört Sankt Sigfrids sjukhus.